# Neoliodes marplatensis
Neoliodes marplatensis är en kvalsterart som först beskrevs av Fernández, Marcangeli och Martínez 1995.  Neoliodes marplatensis ingår i släktet Neoliodes och familjen Neoliodidae. Inga underarter finns listade i Catalogue of Life.